# 아이패드 에어 (6세대)
아이패드 에어(iPad Air)는 애플에서 개발 및 판매하는 태블릿 컴퓨터다. 애플에서 2024년 5월 7일에 발표했으며, 같은 날 사전 주문이 시작되었고, 2024년 5월 15일에 출시되었다. 아이패드 에어 (5세대)의 후속 모델로 블루, 퍼플, 스페이스 그레이, 스타라이트의 4가지 색상으로 출시되었다. 아이패드 에어 (6세대)는 기존 11인치 모델과 함께 13인치 모델을 포함하는 최초의 아이패드 에어다.

## 특징

### 하드웨어
아이패드 에어 6세대는 8 GB RAM과 128 GB 온보드 플래시 스토리지를 탑재한 애플 M2 SoC를 사용하지만, 추가 비용을 내면 스토리지를 각각 256 GB, 512 GB, 1 TB로 업그레이드할 수 있다. M2 칩에는 CPU 코어가 8개, GPU 코어가 9개 있다.

### 연결성
아이패드 에어 6세대는 액세서리를 충전하고 연결하기 위한 USB-C 포트가 포함되어 있다. 이 포트는 DisplayPort 기능을 통해 10 Gbit/s(초당 약 100억 비트, 1.25 GB/s 또는 초당 약 12억 5천만 바이트) 속도로 데이터를 전송할 수 있어 기기를 외부 모니터에 연결할 수 있다. 이 기기는 또한 모든 모델에서 WiFi 6E(802.11ax) 및 Bluetooth 5.3 연결 기능을 제공하며 셀룰러 모델에는 6GHz 미만 5G 지원 이 추가되었다.